# Norrlands litteraturpris
Norrlands litteraturpris är ett litterärt pris som utdelas av Norrländska litteratursällskapet (tidigare Norrländska författarsällskapet). Priset instiftades 1973 och kallades fram till 2008 för Rörlingstipendiet  efter författaren och journalisten Arnold Rörling. Sedan 2014 utdelas priset i såväl en vuxen- som barn- och ungdomsklass. Prisen utdelas i samband med litteratursällskapets årliga sommarmöte. Ursprungligen premierades unga lovande författarskap med norrländsk anknytning, men numera "delas priset ut till föregående års bästa bok med tydlig norrländsk koppling". Priset är på 10 000 svenska kronor (2016).

## Mottagare av Norrlands litteraturpris
- 1973 – Per Fritjof Persson
- 1974 – Göran Norström
- 1975 – Runa Olofsson
- 1976 – Gunnar Kieri
- 1977 – Ingrid Andersson och Margareta Sarri
- 1978 – Ingrid Kumlin och Hjalmar Westerlund. Dessutom "jubileumsstipendiat" till de två österbottniska författarna Solveig Emli och Levi Sjöstrand.
- 1979 – Bo Sjögren
- 1980 – Gunnar Frimodig
- 1981 – Eva Magnusson
- 1982 – Bengt Pohjanen
- 1983 – Göran Lundin
- 1984 – Bengt Ingelstam
- 1985 – Anita Nilsson
- 1986 – Stig Andersson
- 1987 – May Larsson
- 1988 – Mikael Niemi
- 1989 – Peter Lucas Erixon
- 1990 – Sigbritt Eklund
- 1991 – Susanne Sörensen
- 1992 – Roger Melin
- 1993 – Erik Grundström
- 1994 – Peter Degerman
- 1995 – Anita Salomonsson
- 1996 – Maria Vedin[3]
- 1997 – Inget pris delades ut
- 1998 – Eva Sjödin
- 1999 – Katarina Kieri
- 2000 – Charlotta Cederlöf
- 2001 – Pär Hansson
- 2002 – Mirja Unge
- 2003 – Mattias Alkberg
- 2004 – Anna Jörgensdotter
- 2005 – David Vikgren
- 2006 – Mats Jonsson
- 2007 – Theres Kessler Agdler
- 2008 – Kristina Sandberg
- 2009 – Fausta Marianović
- 2010 – Ola Nilsson
- 2011 – Therése Söderlind för Norrlands svårmod
- 2012 – Björn Löfström för Babels torn i Bojtikken. Jojkar från Västerbottens lappmark
- 2013 – Pär Hansson för Vi plockar bär i civilisationen
- 2014 – Elisabeth Rynell för Skrivandets sinne och Bo R Holmberg för Sju tusen steg
- 2015 – Ida Linde för Norrut åker man för att dö och Lina Stoltz för I morgon är allt som vanligt
- 2016 – Katarina Kieri för Vårt värde och Mats Jonsson för Emelie Nicklasson och jag
- 2017 – Lina Josefina Lindqvist för Skarv och Ann-Helén Laestadius för Tio över ett
- 2018 – Anna Jörgensdotter för Solidärer och Mia Öström för Vakuum
- 2019 – Linnea Axelsson för Ædnan,[1] samt Anna Sundström Lindmark och Elisabeth Widmark för Vi skulle segla jorden runt [4]
- 2020 – Pernilla Berglund för Rätten, samt Linda Jones för Bete sig [5]
- 2021 – Elin Anna Labba för Herrarna satte oss hit och Alma Thörn för Alltid hejdå[6]
- 2022 – Kerstin Ekman för Löpa varg och Moa Backe Åstot för Himlabrand
- 2023 – Mikael Yvesand för Häng city och Lina Stoltz för Viskning mellan väggarna
- 2024 – Mats Söderlund för Härlig är jorden och Linda Jones för De tar allt ifrån mig
- 2025 – Elin Anna Labba för Far inte till havet och Marit Sahlström för Djupvattnet [7]